# Lijst van straten in Utrecht (stad)
Dit is een lijst van straten in de stad Utrecht met een lemma op Wikipedia.

## A

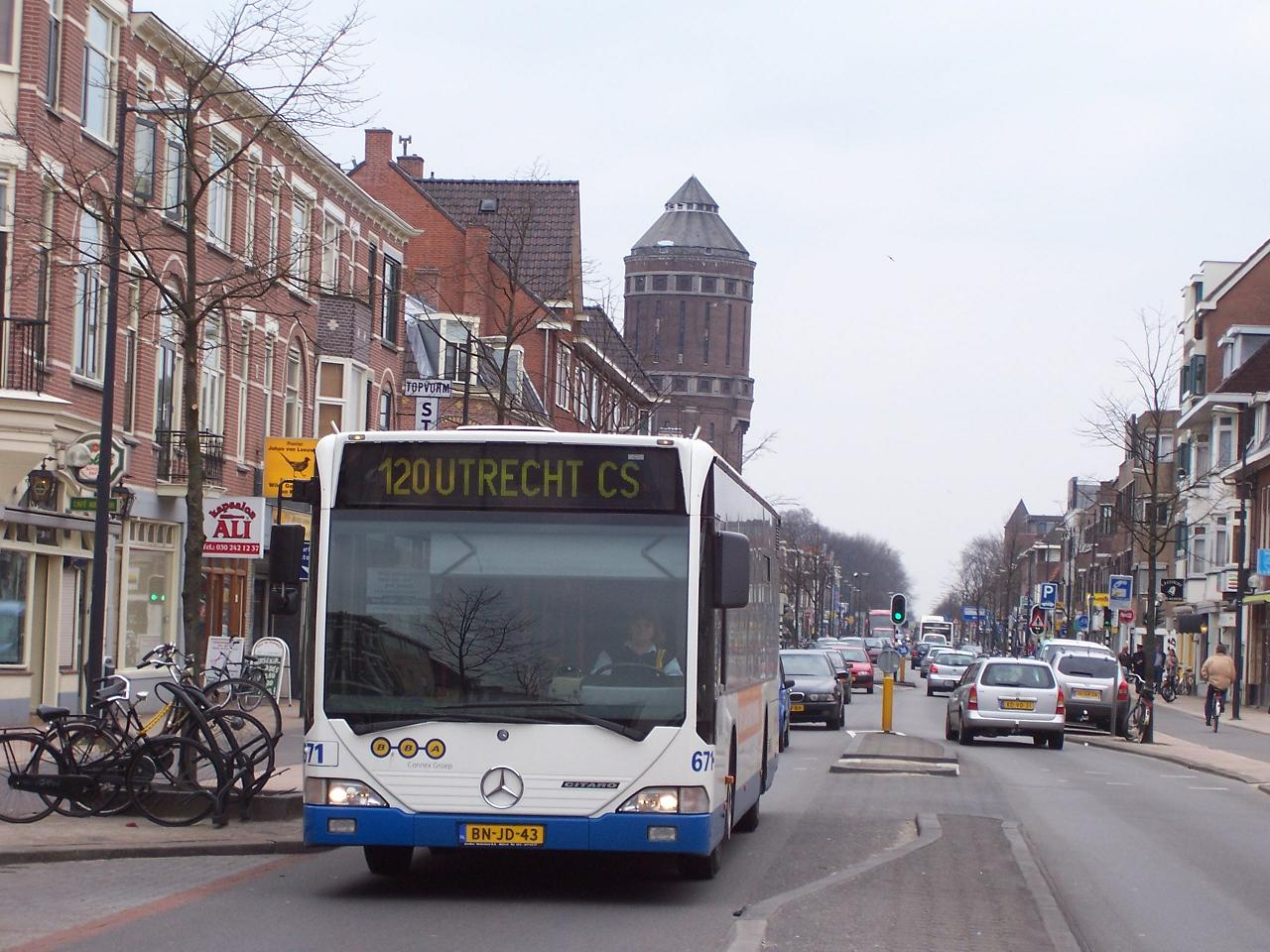
Amsterdamse-straatweg

- A.B.C.-straat
- Abstederdijk
- Achter de Dom
- Achter Sint Pieter
- Adriaen van Ostadelaan
- Agnietenstraat
- Alexander Numankade
- Ambachtstraat
- Amsterdamsestraatweg
- Annastraat

## B
- Baden-Powellweg

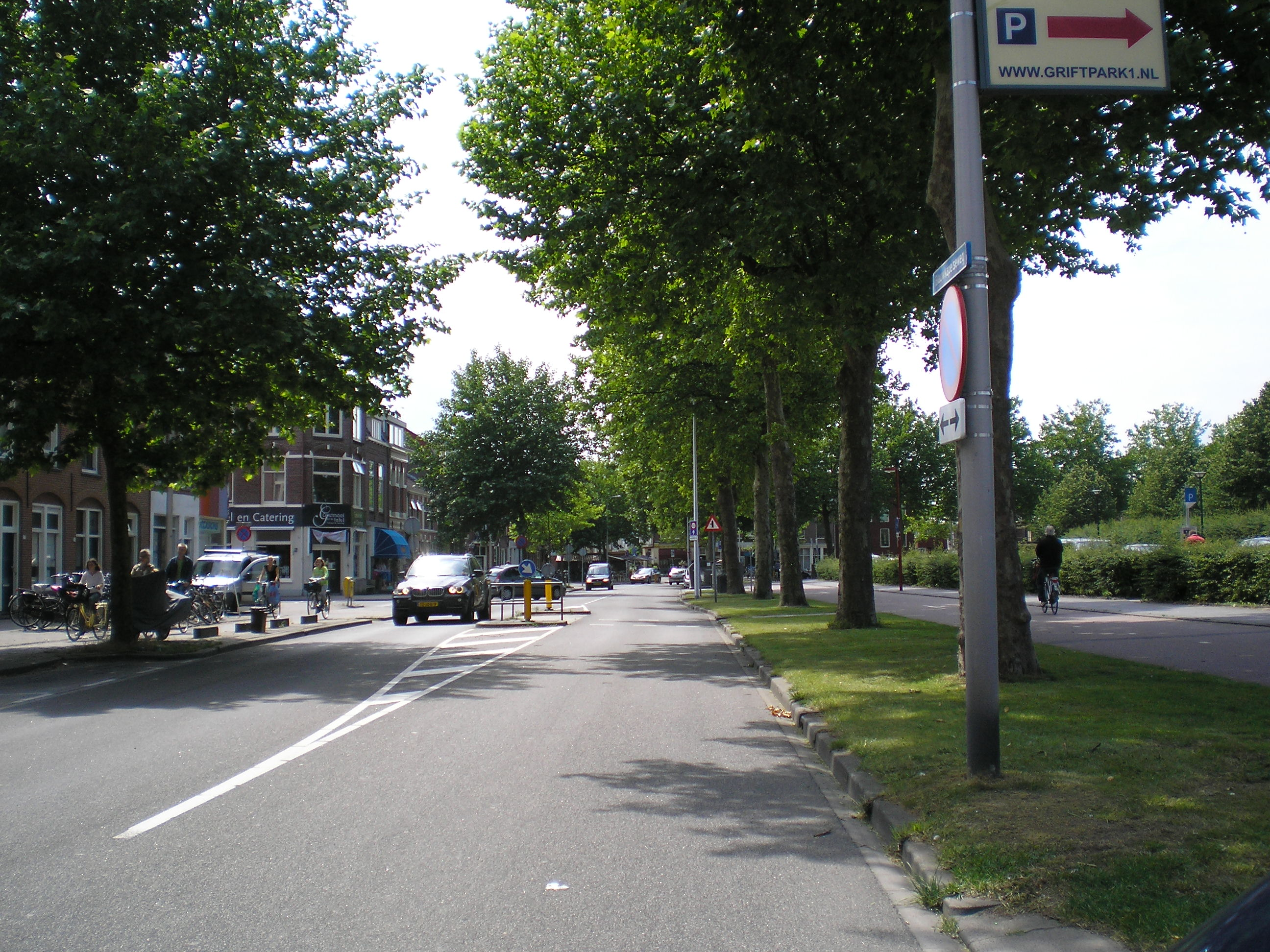
Blauwkapelseweg

- Bemuurde Weerd OZ en Bemuurde Weerd WZ
- Berekuil
- Billitonkade
- Biltsche Grift
- Biltstraat
- Blauwkapelseweg
- Bokstraat
- Bollenhofsestraat
- Boomstraat
- Boothstraat
- Boterstraat
- Breedstraat
- Burgemeester Norbruislaan
- Burgemeester Reigerstraat

## C

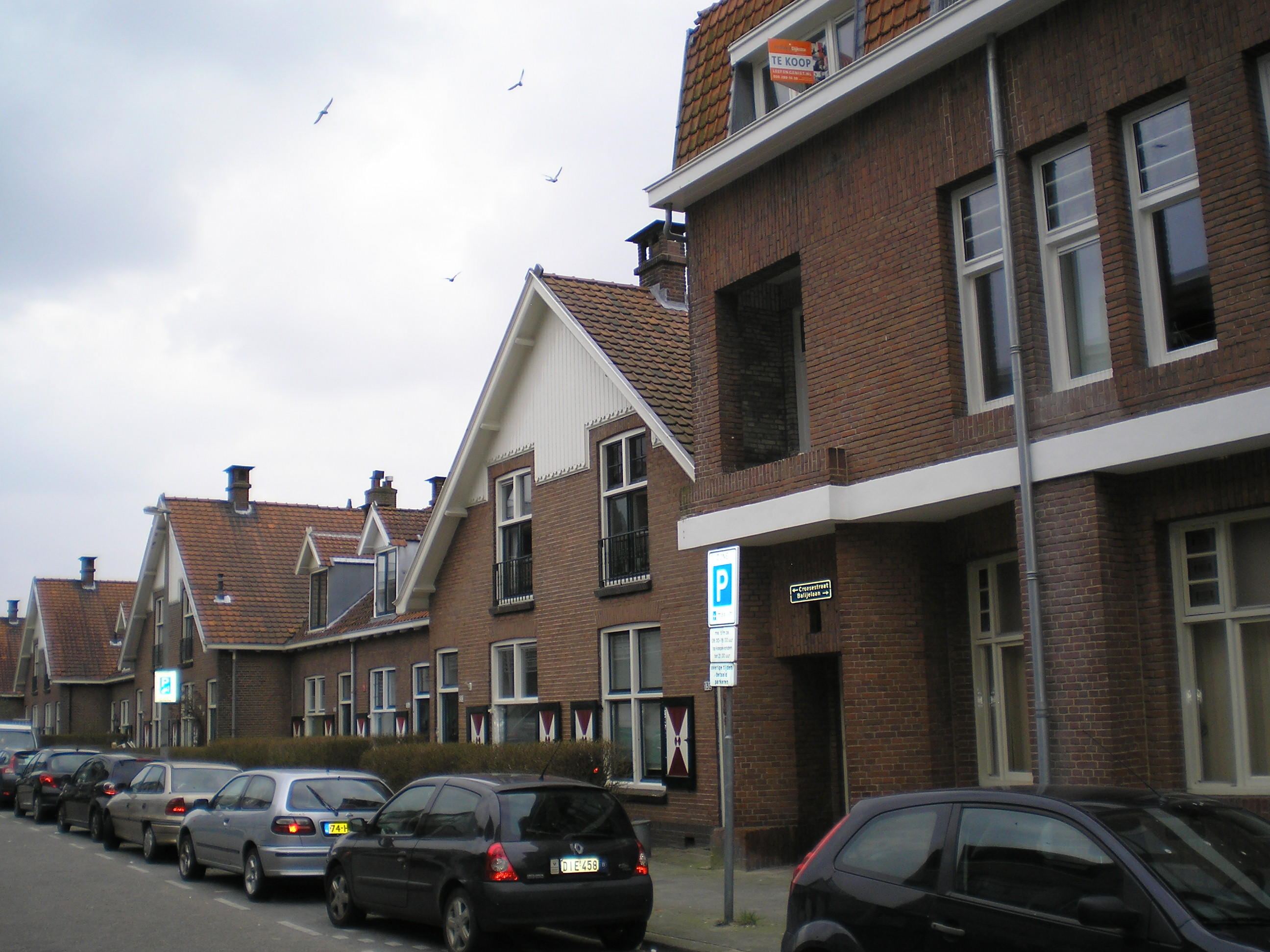
Croesestraat

- Catharijnekade
- Catharijnesingel
- Choorstraat
- Croeselaan
- Croesestraat

## D

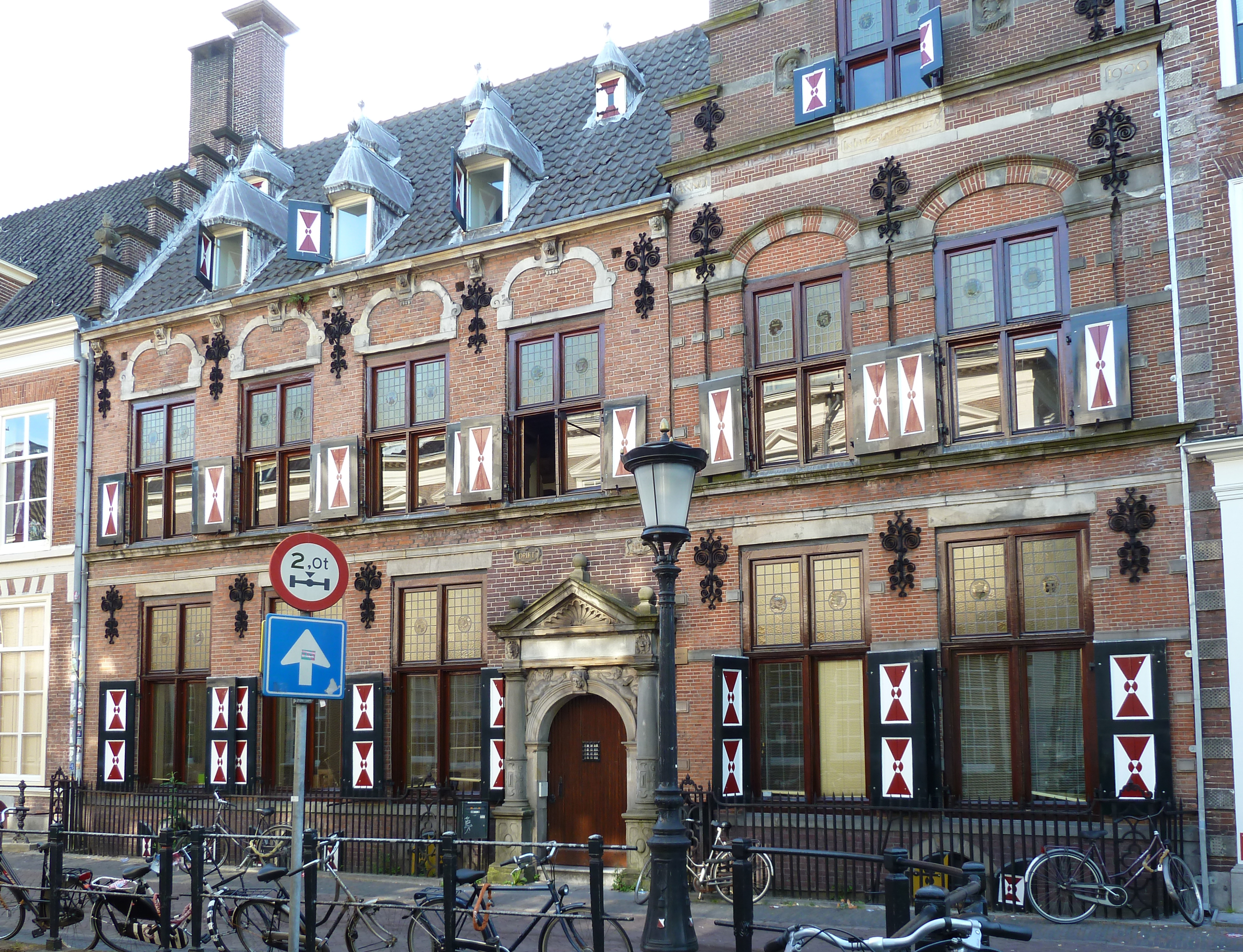
Drift

- Damstraat
- Domstraat
- Domplein
- Donkerstraat
- Donkere Gaard
- Dorstige Hartsteeg
- Drift

## E

Eligenstraat

- Eligenstraat

## F

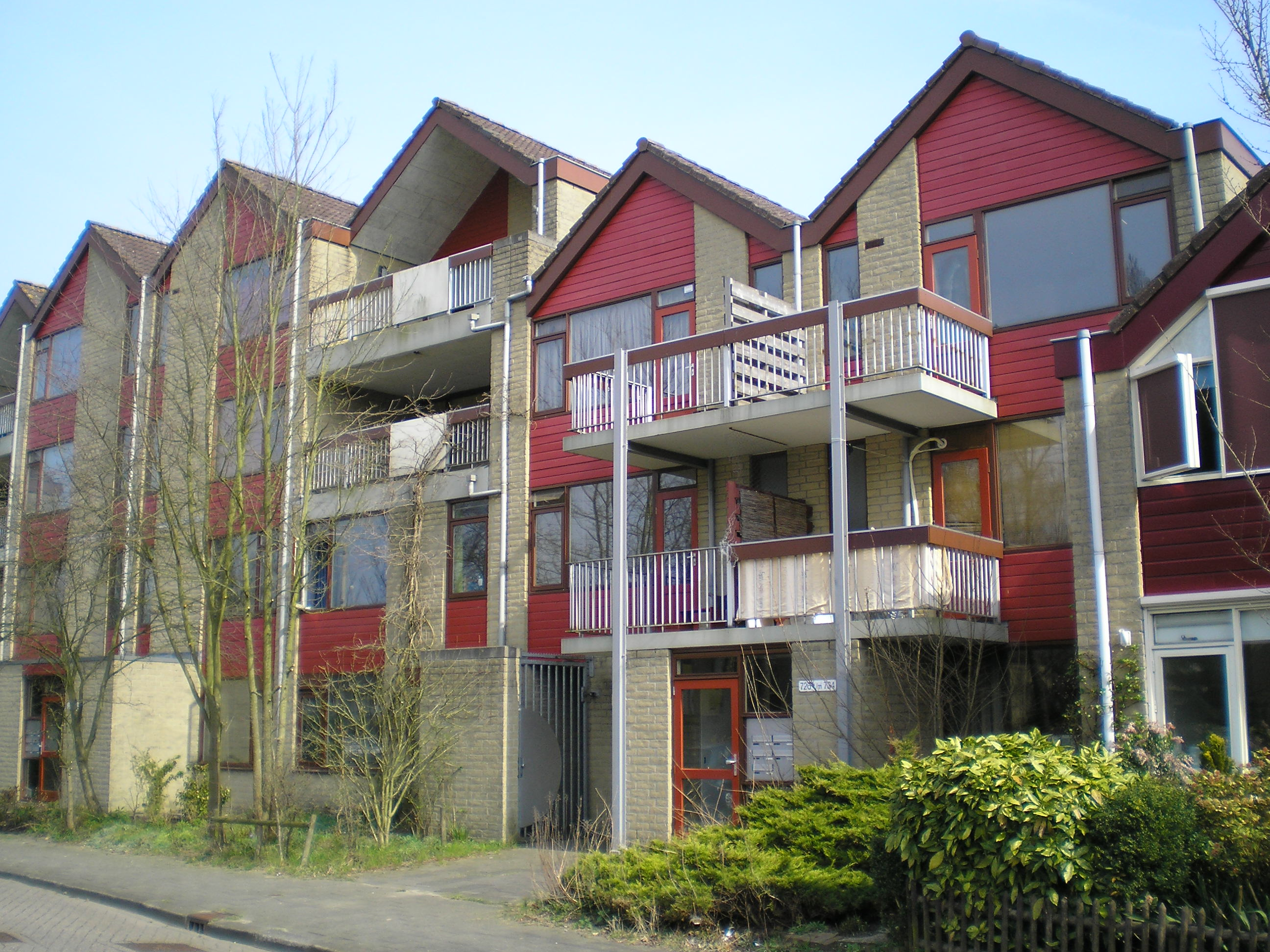
Furkabaan

- F.C. Dondersstraat
- Furkabaan

## G

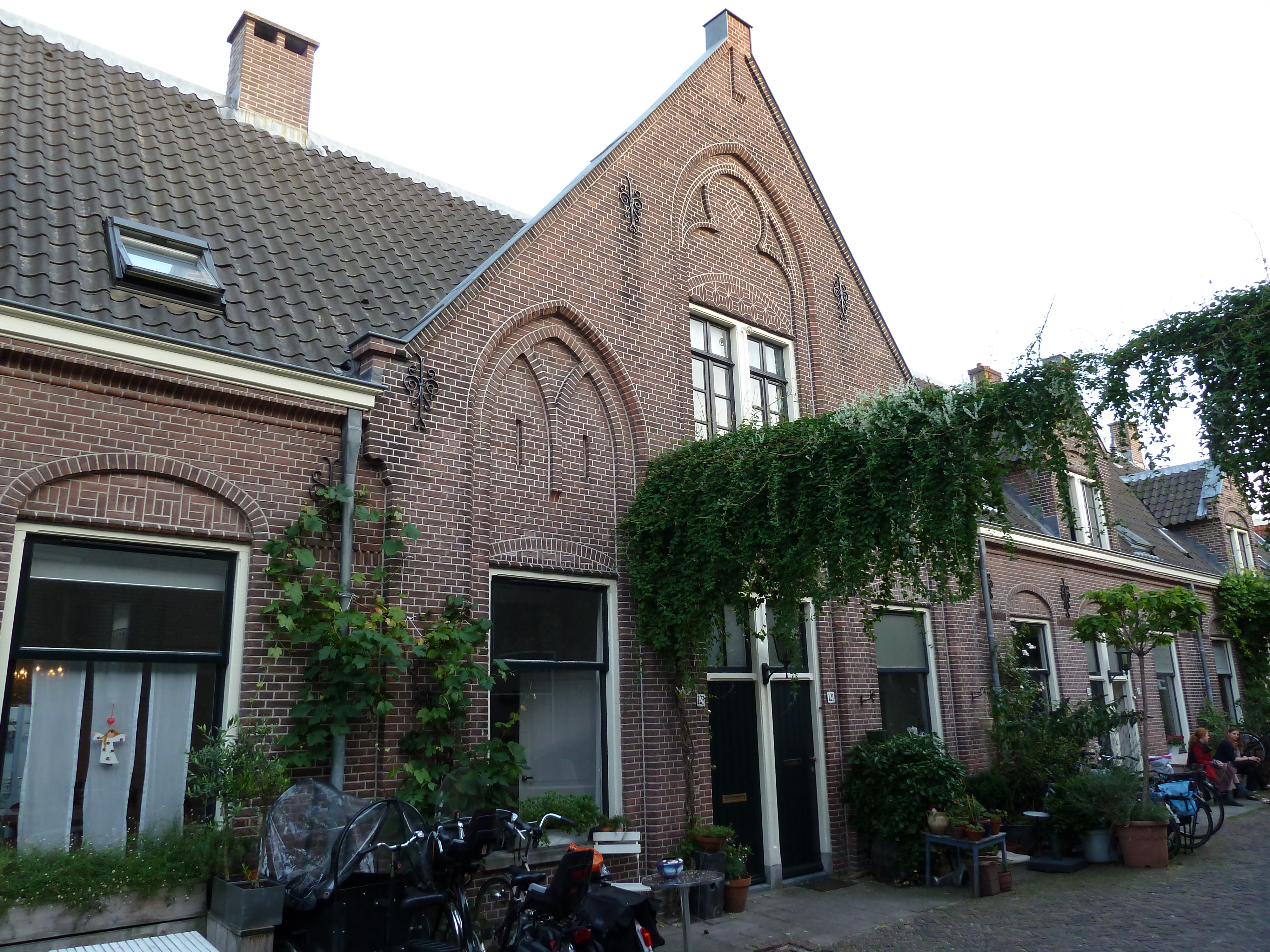
Gansstraat

- Gansstraat
- Ganzenmarkt
- Gasthuisstraat
- Geertekerkhof
- Graadt van Roggenweg
- Groeneweg

## H

Hoefsmederijstraat

- Hamburgerstraat
- Hanengeschrei
- Hardebollenstraat
- Haverstraat
- Herenstraat
- Hoefijzerstraat
- Hoefsmederijpad
- Hoefsmederijstraat
- Homeruslaan
- Hoogt
- Hoogstraat
- Houtensepad
- Hogelandsepark

## I

Israëlslaan

- Israëlslaan

## J

Jutfaseweg

- Jaarbeursplein
- Jacobijnenstraat
- Jan Pieterszoon Coenstraat
- Janskerkhof
- Jan van Scorelstraat
- Jutfaseweg

## K

Kromme Nieuwegracht

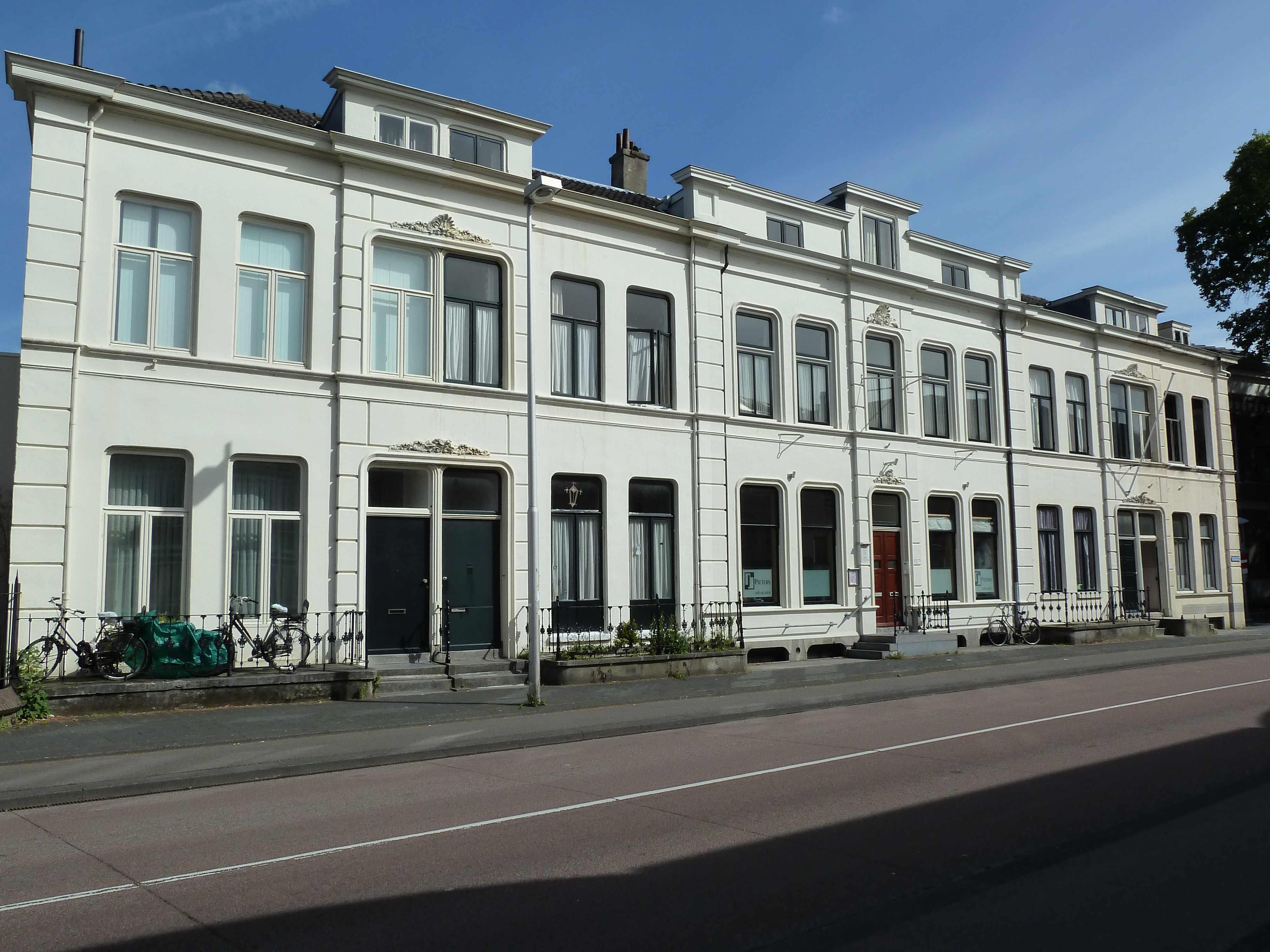
Kruisstraat

- Kanaalstraat
- Kanaalweg
- Kapelstraat
- Keistraat
- Keizerstraat
- Keulsekade
- Kintgenshaven
- Kleine Singel
- Korte Lauwerstraat
- Korte Minrebroederstraat
- Korte Nieuwstraat
- Kromme Nieuwegracht
- Kruisstraat

## L

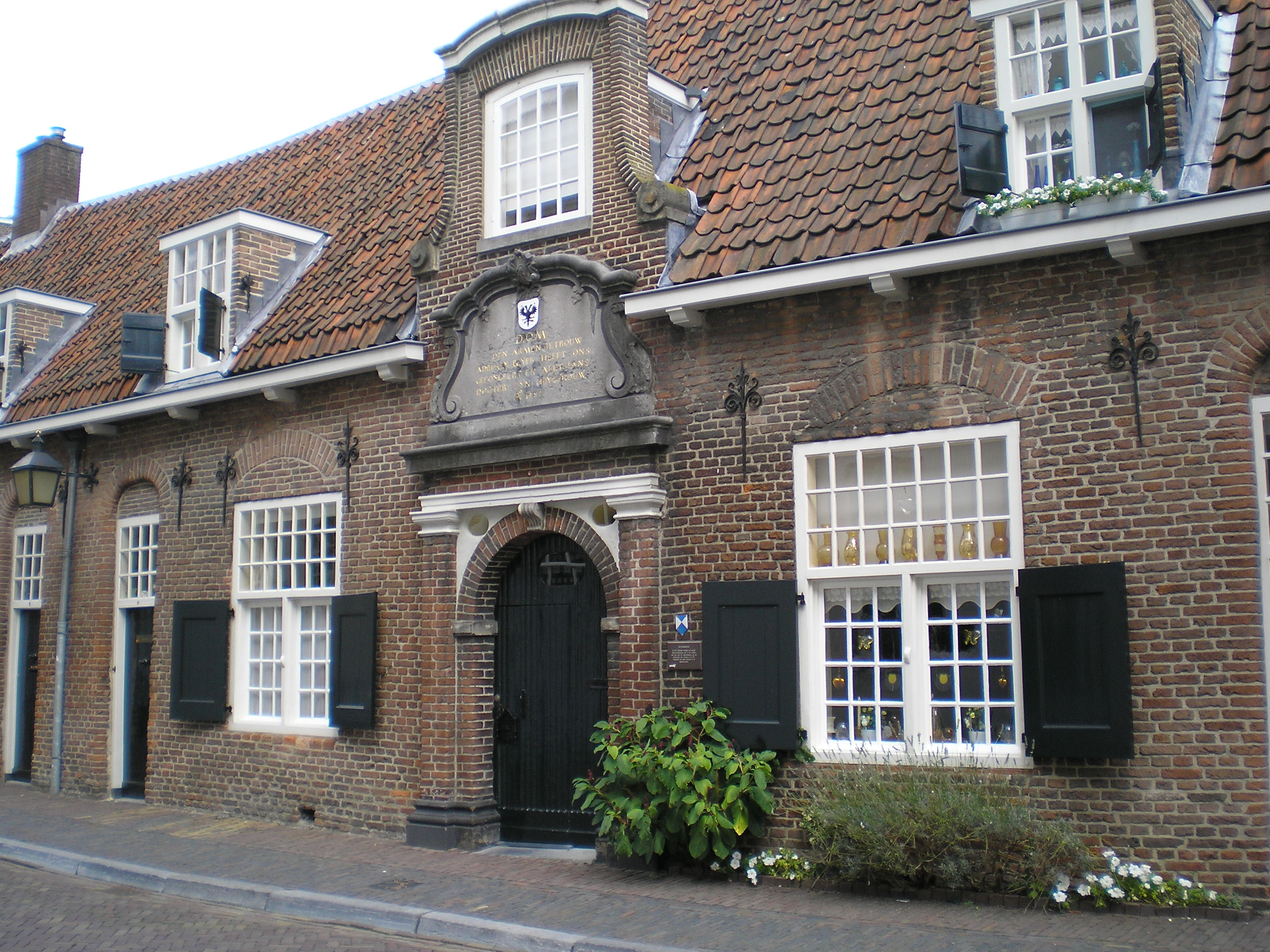
Lange Nieuwstraat

- Lange Lauwerstraat
- Lange Nieuwstraat
- Lange Viestraat
- Ledig Erf
- Leidsekade
- Leidseveer
- Leidseweg
- Lepelenburg
- Lichte Gaard
- Loeff Berchmakerstraat
- Lucasbolwerk
- Lijnmarkt

## M

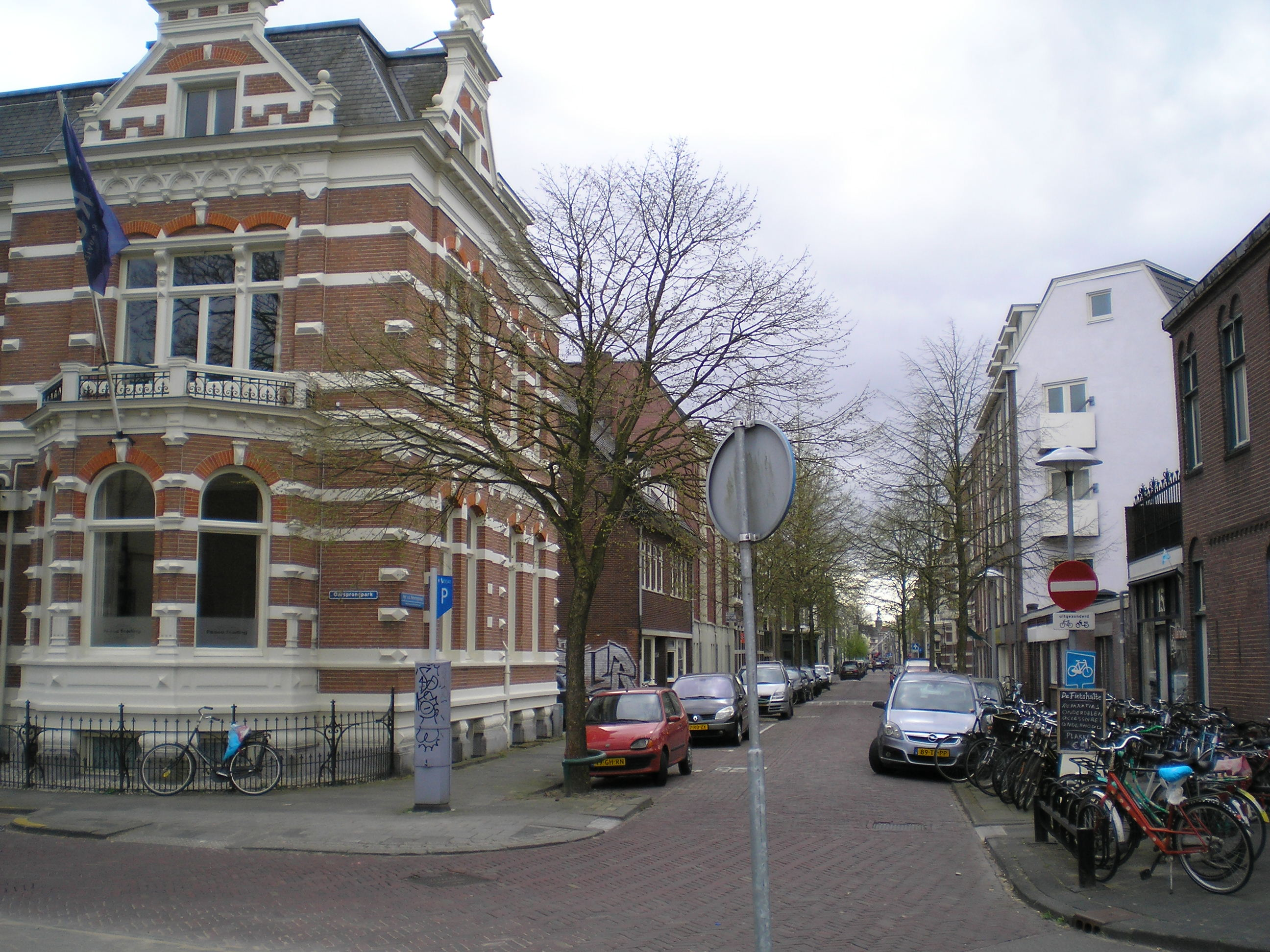
Monseigneur van de Weteringstraat

- Maarssenbroeksedijk
- Majellapark
- Maliebaan
- Mariaplaats
- Massegast
- Minrebroederstraat
- Monseigneur van de Weteringstraat
- Moreelsepark
- Muntstraat

## N

Nieuwe Houtenseweg

- Nachtegaalstraat
- Neude
- Nicolaasweg
- Nieuwegracht
- Nieuwe Houtenseweg
- Nobeldwarsstraat
- Nobelstraat

## O

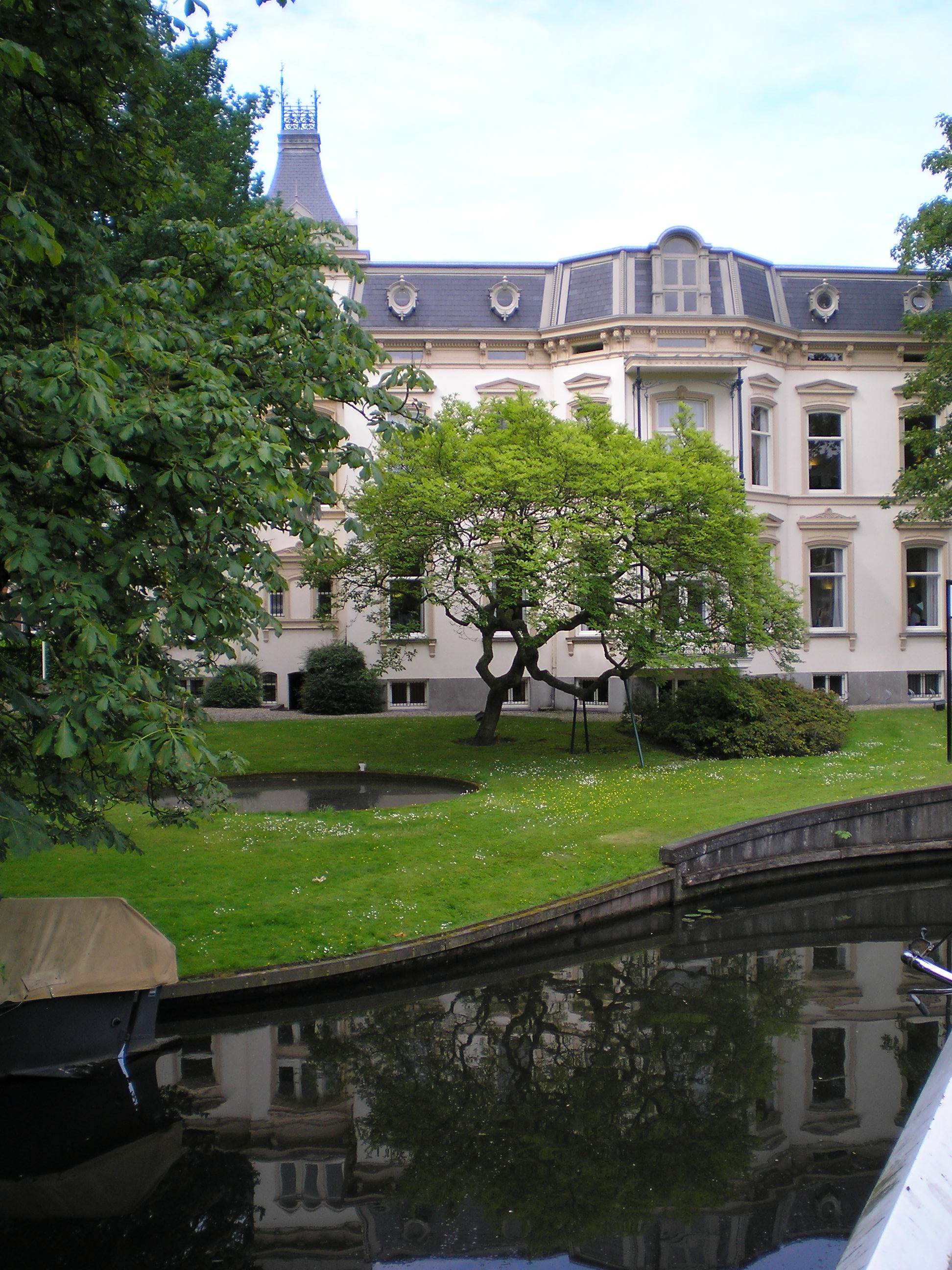
Oorsprongpark

- Oorsprongpark
- Oosterkade
- Oudegracht
- Oudkerkhof

## P

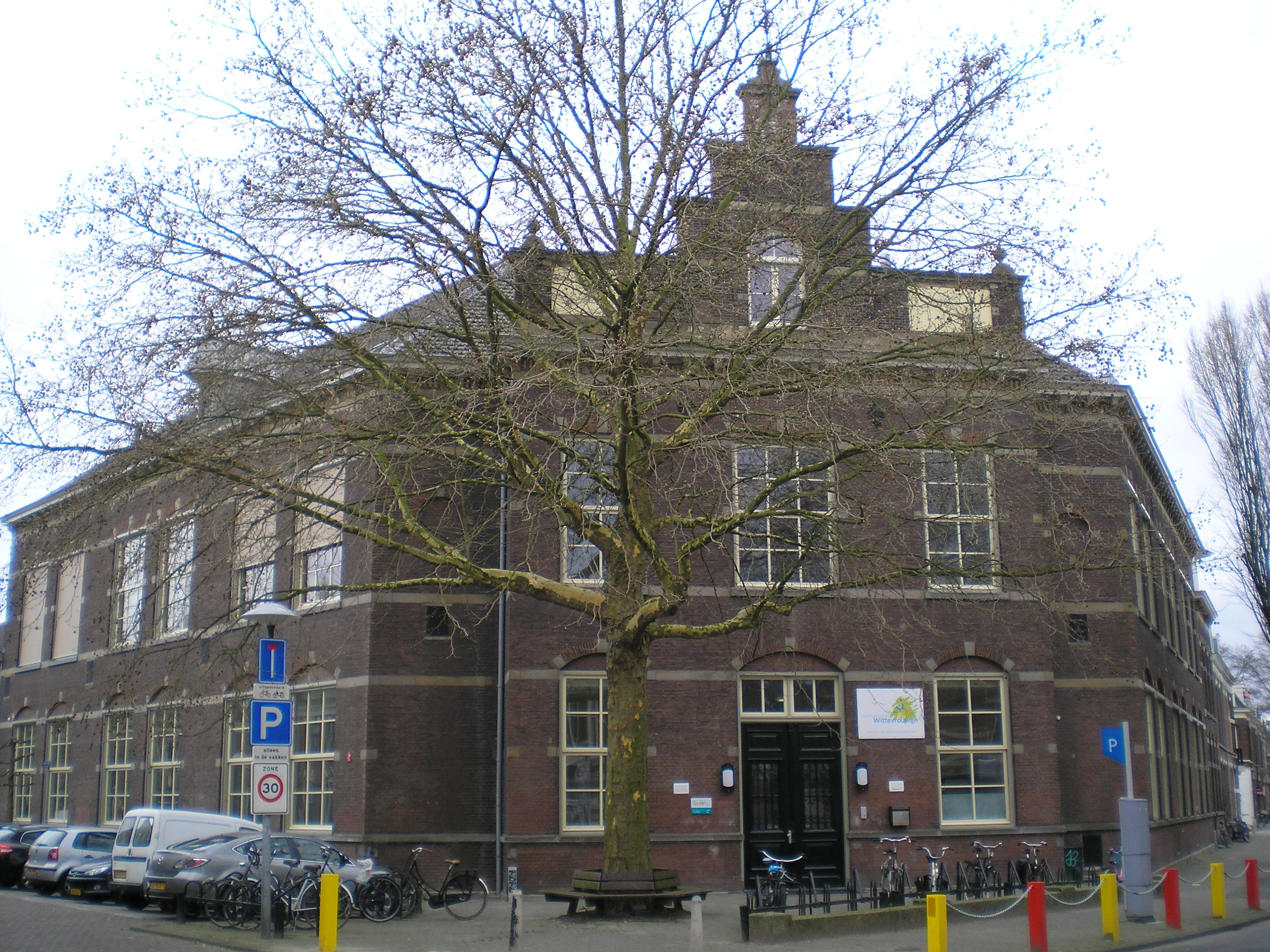
Poortstraat

- Paardenveld
- Pieterskerkhof
- Pieterstraat
- Plompetorenbrug
- Plompetorengracht
- Poortstraat
- Potterstraat
- Predikherenkerkhof
- Predikherenstraat
- Prins Hendriklaan

## R

Ridderschapstraat

- Ridderschapstraat
- Rubenslaan

## S

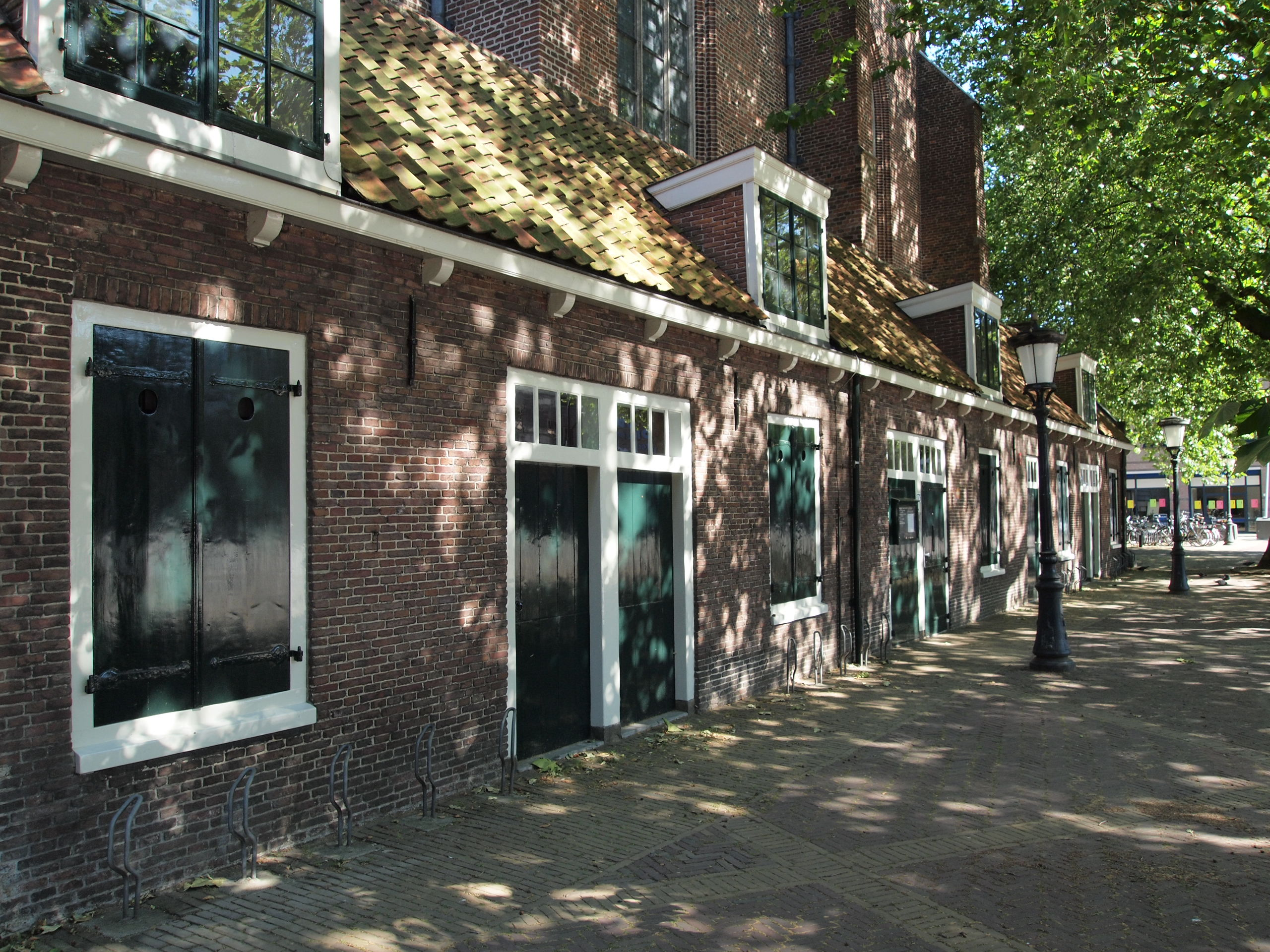
Sint Jacobsstraat

- Sartreweg
- Servaasbolwerk
- Servetstraat
- Sint Jacobsstraat
- Springweg
- Stadhuisbrug
- Stadionlaan
- Stadsbuitengracht
- Steenweg
- Sterrenburg

## T
- Tolsteegbrug
- Trans

Twijnstraat aan de Werf

- Twijnstraat en Twijnstraat aan de Werf

## V

Veeartsenij-pad

- Van Asch van Wijckskade
- Van Limburg Stirumstraat
- Veeartsenijpad
- Vismarkt
- Vleutenseweg
- Vredenburg
- Voetiusstraat
- Vondellaan
- Voorstraat

## W

Wulpstraat

- Waterlinieweg
- Waterstraat
- Wed
- Westerkade
- Willem van Noortplein
- Westplein
- Wilhelminapark
- Wittevrouwenstraat
- Wittevrouwensingel
- Wulpstraat
- Wijde Begijnestraat

## Z

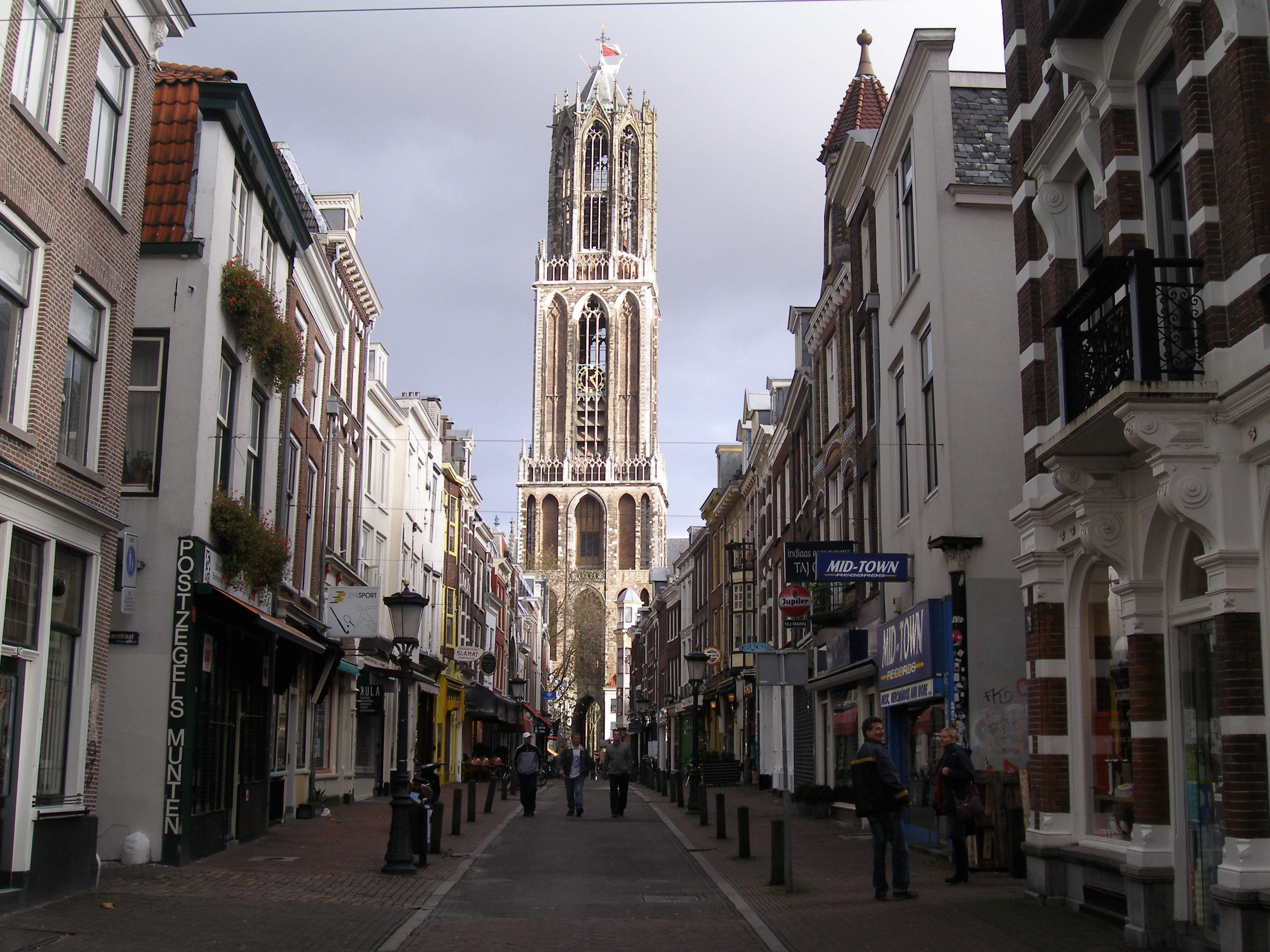
Zadelstraat

- Zadelstraat
- Zonstraat
- Zuilenstraat